# Lestodiplosis vorax
Lestodiplosis vorax är en tvåvingeart som först beskrevs av Ewald Rübsaamen 1892.  Lestodiplosis vorax ingår i släktet Lestodiplosis och familjen gallmyggor. Inga underarter finns listade i Catalogue of Life.